# Diocese de Winchester (histórica)
A Diocese de Winchester (em latim: Dioecesis Wintoniensis) é uma sé suprimida da Igreja Católica Romana na Inglaterra, tornando-se mais tarde sé da Igreja Anglicana.

## Território
A diocese incluía parte do antigo reino anglo-saxão de Wessex.
A sé episcopal era a cidade de Winchester, no atual condado de Hampshire, onde está localizada a catedral.
Mesmo depois da Reforma Protestante e até ao século XIX, a diocese correspondia quase perfeitamente aos condados de Hampshire, Surrey e Ilha de Wight.

## História

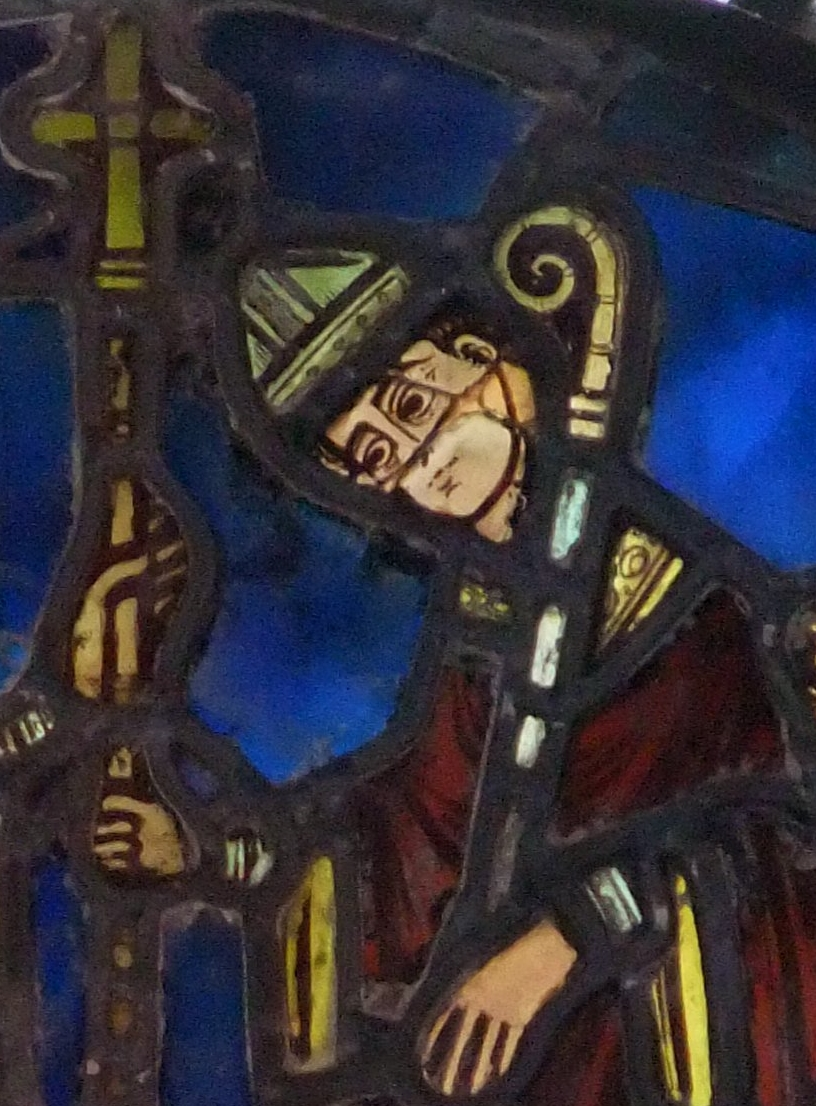
Vitral representando São Birinus ("BERNIUS") na Abadia de Dorchester, Oxfordshire.

A missão de evangelizar o reino dos Saxões Ocidentais foi concedida pelo Papa Honório I a Birino, de provável origem gaulesa. Ele atuou, portanto, de forma independente do grupo de missionários que havia chegado ao reino de Kent no final do século VI. Foi consagrado bispo por Astério, o metropolita milanês no exílio. Em 636, Birino batizou o rei saxão Cinegilso e colocou sua sé em Dorchester, então capital do vasto reino de Wessex.
Em 705, a diocese de Wessex foi dividida em duas: os bispos de Winchester, que durante décadas mudaram sua residência para a nova capital do reino, viram a diocese de Sherborne (mais tarde chamada de diocese de Salisbury) surgir.
Em 909 cedeu a parte noroeste em favor da construção da diocese de Ramsbury (mais tarde unida à diocese de Sherborne).
O último bispo de Winchester em comunhão com Roma, John White, foi deposto pela rainha Elisabete em 1559 e morreu no ano seguinte.

## Bispos

### Bispos de Dorchester
- Birino (634 ou 635 - 3 de dezembro de 648 ou 650);[3]
- Agilberto (650-661) - Nomeado Bispo de Paris.[3]

### Bispos de Winchester
- Vino (662-666) - Nomeado Bispo de Londres;[3][6]
- John White (6 de julho de 1556 - 12 de janeiro de 1560).[4][5]

## Biografia
- Pius Bonifacius Gams, Series episcoporum Ecclesiae Catholicae, Leipzig, 1931, pp. 198–199;
- Konrad Eubel, Hierarchia Catholica Medii Aevi, Vol. 1, pp. 529–530; Vol. 2, p. 269; Vol. 3, p. 335;
- Fasti Ecclesiae Anglicanae 1066-1300, Volume 2, pp. 85–95;
- Fasti Ecclesiae Anglicanae 1300-1541, Volume 4, pp. 44–51;
- Henry Wharton, Anglia sacra, sive Collectio historiarum ...de archiepiscopis et episcopis Angliae, Pars prima, Londres, MDCXCI (1691), pp. 179–326, 798-800.